# Realismus (Internationale Beziehungen)
Der Realismus, in Abgrenzung zum sogenannten Neorealismus in vielen Fällen genauer auch als Klassischer Realismus bezeichnet, ist eine Denkschule innerhalb der politikwissenschaftlichen Disziplin Internationale Beziehungen, die sich mit dem Charakter und der Verteilung der Macht im internationalen System auseinandersetzt. 
Nach realistischer Auffassung ist das wichtigste Ziel jedes Staates das eigene Überleben. Das lasse sich am besten dadurch sichern, dass er mächtiger ist als seine potentiellen Gegner. Durch diese Betrachtungsweise ist der Realismus dem überwiegend optimistischen Ansatz des Idealismus entgegengesetzt.
Der Realismus begründete die Internationalen Beziehungen als systematische Sozialwissenschaft und Forschungsgegenstand. Die meisten nachfolgenden Theoriebildungen wurden entweder in modifizierender Anknüpfung an ihn (insbesondere der Neorealismus) oder auf Basis seiner Ablehnung formuliert.

## Geschichte
In den 1930er Jahren begannen einige Wissenschaftler wie Frederick Sherwood Dunn, Frederick L. Schuman, Georg Schwarzenberger und Nicholas J. Spykman einen in den Internationalen Beziehungen vorherrschenden Konsens anzuzweifeln, den spätere Realisten als „Idealismus“ geringschätzten. Denn, einem Gründungsmitglied des Institute of International Studies an der Yale University zufolge, sollten sich die Internationalen Beziehungen vorwiegend mit der „besonderen Art der Machtbeziehungen“ befassen, die ein „Gemeinwesen in Abwesenheit einer Autorität“ ausmachen würden. Im Gegensatz dazu standen die Internationalen Beziehungen zu dieser Zeit unter dem Eindruck des Ersten Weltkrieges und versuchten vorwiegend, Wege zu einer friedlichen Weltordnung zu entdecken.
Ab dem Ende der 1930er diskreditierten sowohl das weltpolitische Geschehen wie auch darauf aufbauende Analysen den Idealismus. Edward Hallett Carr, ein ehemaliger britischer Diplomat, veröffentlichte im Jahr 1939 sein einflussreiches Werk The Twenty Years Crisis. Hans Morgenthau legte 1948 in seinem einflussreichen Werk Politics Among Nations (deutsch: Macht und Frieden) als einer der ersten Theoretiker einen systematischen Gegenentwurf zum Idealismus vor, den er Realismus (realism) nannte. Ihre Kritik begründeten sie vor allem anthropologisch, indem sie den Idealismus als mit der nach Macht strebenden menschlichen Natur für unvereinbar erklärten. Dabei beriefen sich Carr, Morgenthau und andere vor allem auf die Schriften von Thukydides, Thomas Hobbes und Niccolò Machiavelli. Durch diesen Rückgriff auf klassische Schriften der politischen Theorie und Geschichtsschreibung und die lange wissenschaftliche Dominanz dieser Thesen kam während der zunehmenden Fächerung des Realismus der Begriff Klassischer Realismus für diesen Erklärungsansatz der internationalen Politik auf.
Durch den Kalten Krieg und den Einzug behavioralistischer Methoden in die Internationalen Beziehungen verschob sich der Erklärungsansatz der internationalen Politik. Hier ragte vor allem Kenneth Waltz hervor, der die anthropologische Herleitung der klassischen Realisten als unzureichend empfand und 1953 in Man, the State and War darlegte, dass Kriege vor allem durch das Fehlen einer Hierarchie in der internationalen Politik zustande kämen, eine These, die sich an Rousseaus Fragment De l’etat de guerre anlehnt. Sein Opus magnum Theory of International Politics veröffentlichte Waltz im Jahr 1979. Hierin konstatierte er, dass die anarchische Struktur des internationalen Systems eine Logik der Selbsthilfe bedinge. Da Waltz einen systemischen, stark mikroökonomisch geprägten Ansatz wählte, wurde sein Erklärungsmodell nicht nur als Neorealismus, sondern auch als struktureller Realismus (structural realism) bekannt. 
Einige Autoren, darunter die in Deutschland für ihre kontroverse Veröffentlichung The Israel Lobby and U.S. Foreign Policy bekannten John J. Mearsheimer (* 1947) und Stephen M. Walt (* 1955), entwickelten innerhalb des Neorealismus eine theoretische Zweiteilung. Mearsheimer (The Tragedy of Great Power Politics, 2001) und andere offensive Realisten nehmen an, dass sich ein Staat erst dann relativ sicher wähnen kann, wenn er das internationale System hegemonial dominiert. Damit bestreiten sie die These defensiver Realisten wie Waltz und Walt, die das Streben nach Hegemonie grundsätzlich für zu riskant und zu weit entfernt vom unmittelbaren Überleben im Staatensystem halten. 
Auch Henry Kissinger (1923–2023) wird der realistischen Schule zugerechnet.

## Theorie

### Grundlegende Theorie des politischen Realismus
Der Realismus fußt auf zwei Grundannahmen:
1. Zum einen betrachtet er Staaten als monolithischen Block (Black-Box-Theorie); die Innenpolitik spielt keine Rolle bei der Formulierung der Außenpolitik. Die „Realisten“ gehen zum anderen davon aus, dass der Mensch in die Widersprüche von Norm und Realität, von schöpferischen und zerstörerischen Verwirklichungsmöglichkeiten der Freiheit eingebunden ist. Aus diesen Widersprüchen resultiert Angst, aus der Angst der Versuch, durch Machterwerb Sicherheit zu gewinnen. Es herrscht ein offenes, multipolares Staatensystem ohne zentrale Entscheidungs- oder Sanktionsinstanz. Die souveränen Nationalstaaten befinden sich so in einem permanenten Überlebenskampf untereinander und ihre Außenpolitik ist ausschließlich von diesem Kampf bestimmt.
2. Das internationale System ist anarchisch und nicht in der Lage, dauerhafte übergeordnete Machtstrukturen auszubilden. Das wichtigste Staatsziel ist das eigene Überleben und das lässt sich am besten dadurch erreichen, dass ein Staat mächtiger ist als die anderen (die potentiellen Gegner). Deshalb streben die Staaten nach Macht. Die zentralen Variablen für die Machtposition eines Staates sind seine Größe (bei einigen Autoren auch die territoriale Beschaffenheit), seine Wirtschaftskraft und seine militärische Kraft. Eine wichtige Annahme des Realismus ist, dass Macht auf internationaler Ebene ein Nullsummenspiel ist.

Der Realismus stellt ebenfalls eine politische Ethik zur Verfügung, deren minimalistische Prinzipien die Selbstentwicklungsfähigkeit von Gesellschaften betonen und teleologische politische Praktiken als gefährlich einordnen.

### Die sechs Prinzipien des klassischen Realismus
Ab der zweiten Auflage des Werks „Politics Among Nations“ definierte Hans Morgenthau die sechs Prinzipien des politischen Realismus, die als integraler Bestandteil dieser Denkschule interpretiert werden:
Existenz objektiver sozialer Gesetze in der Politik
Das politische Verhalten und die Gesellschaft werden von objektiven Gesetzen bestimmt. Ihre Wurzel liegt in der Natur des Menschen. Um die Gesellschaft zu verbessern, muss man diese Gesetze verstehen, denen sie gehorcht. So stellt die Beachtung der objektiv betrachteten Gesetze politischen Handelns die sicherste Strategie für politischen Erfolg dar. Die Theorie besteht darin, Tatsachen zu untersuchen und ihnen durch Vernunft Sinn zu verleihen.
Macht und Interesse als Prinzipien des PolitischenDer Leitfaden und Wegweiser durch die Internationale Politik, sowie durch die historisch-politische Wirklichkeit ist der im Sinne der Macht verstandene Begriff des Interesses. Der Begriff stellt das Bindeglied zwischen der Vernunft und den Tatsachen dar. Die Vernunft versucht, die Internationale Politik sowie die historisch-politische Wirklichkeit zu begreifen.
Das nationale InteresseDer Begriff des Interesses, welches als Macht definiert wird, ist für den Realisten eine objektive Kategorie von universeller Validität. Diese Kategorie bleibt sowohl von zeitlichen, als auch von räumlichen Umständen unberührt. Jedoch muss der Begriff des Interesses immer unter den jeweils aktuellen politischen Umständen verstanden werden. In Betrachtung gezogen werden müssen hierfür die Ziele, welche von Staaten in ihrer Außenpolitik angestrebt werden und für deren Umsetzung sie Macht benötigen. Angestrebt werden kann eine militärische, bisweilen barbarische Eroberungspolitik oder auch eine aufgeklärte Ordnungspolitik.
Die Grenzen universaler Moral / Problem der Anwendbarkeit eines universalen Moralbegriffs in der komplexen Welt der Internationalen Politik.
Staaten können nicht nach einer individuellen Moral handeln. Staatsmänner können sich nicht auf moralische Tugenden wie Vertrauen, Treue und Ehrlichkeit verlassen. Jedoch gibt es auch eine moralische Bedeutung im politischen Handeln. Diese Verfolgung von moralischen Zielen birgt oft die Gefahr, dass das Gegenteil dessen, was erreicht werden sollte, erreicht wird. Moralische Ziele müssen in der Politik in realistischer Weise verfolgt werden.
Die Differenz zwischen nationaler und der universalen MoralGrößtes politisches Unrecht ist, wenn sich Nationen anmaßen, ihren Moralbegriff für universell zu erklären. Moralische Ambitionen der Nationen sind oft vorgeschoben, deshalb müssen die dahinterstehenden Interessen analysiert werden, erst dann kann die Wertung über positive oder negative Folgen dieser Politik gefällt werden.
Autonomie der politischen SphäreDie politische Sphäre soll als autonome Sinnsphäre gesehen werden. Diese Autonomie zählt mehr als das Ökonomische. Die Politik zählt also mehr als die Ökonomie. So werden die Gesetzmäßigkeiten der Politik mit der gleichen methodischen Strenge beurteilt und untersucht, wie Ökonomen die Wirtschaft untersuchen.

### Realismus in Deutschland
In Deutschland bemühen sich Carlo Masala, Werner Link und Christian Hacke um eine empirische Anwendung des Realismus; Gottfried-Karl Kindermann, Alexander Siedschlag und Christoph Rohde erweitern den monovariablen Ansatz Morgenthaus mithilfe revisionsoffener Analysekategorien.

### Deutschsprachige Literatur
- Ludwig Dehio: Gleichgewicht oder Hegemonie. Betrachtungen über ein Grundproblem der neueren Staatengeschichte. Scherpe, Krefeld 1948.
- Christoph Frei: Hans J. Morgenthau – Eine intellektuelle Biographie. Haupt, Bern 1994.
- Gert Krell: Weltbilder und Weltordnung. Einführung in die Theorie der internationalen Beziehungen. 4., überarb. und akt. Auflage. Nomos, Baden-Baden 2009.
- Andreas Jacobs: Realismus. In: Siegfried Schieder, Manuela Spindler (Hrsg.): Theorien der internationalen Beziehungen. 3. Auflage, Verlag Barbara Budrich, Opladen 2010, S. 39–64.
- Gottfried-Karl Kindermann: Hans Morgenthau und die theoretischen Grundlagen des politischen Realismus. In: Hans Morgenthau, 1963: Macht und Frieden. Gütersloh 1963, S. 19–47.
- Alexander Reichwein: Morgenthau, Vietnam und die Sorge um Amerika: Zum Staats- und Demokratieverständnis eines „ziemlich deutschen“ liberalen Realisten. In: Jodok Troy, Christoph Rohde (Hrsg.): Macht, Recht, Demokratie – zum Staatsverständnis Hans J. Morgenthaus. Nomos (Reihe Staatsverständnisse), Baden-Baden 2015, S. 95–140.
- Alexander Reichwein: Hans J. Morgenthau und die „Twenty Years' Crisis“. Eine kontextualisierte Interpretation des realistischen Denkens in den Internationalen Beziehungen. Dissertation. Frankfurt am Main 2013, erscheint bei VS/Springer.
- Christoph Rohde: Hans J. Morgenthau und der Weltpolitische Realismus. Verlag für Sozialwissenschaften, Wiesbaden 2004.
- Christoph Rohde: Der Staat als Mythos und Religion: Hans Morgenthaus Kritik am nationalistischen Universalismus und Imperialismus. In: Jodok Troy, Christoph Rohde (Hrsg.): Macht, Recht, Demokratie – zum Staatsverständnis Hans J. Morgenthaus. Nomos (Reihe Staatsverständnisse) Baden-Baden 2015, S. 73–94.
- Alexander Siedschlag (Hrsg.): Realistische Perspektiven internationaler Politik. Leske & Budrich, Opladen 2001.
- Jodok Troy & Christoph Rohde (Hrsg.): Macht, Recht, Demokratie – zum Staatsverständnis Hans J. Morgenthaus. Nomos (Reihe Staatsverständnisse), Baden-Baden 2015.

### Englischsprachige Literatur
- Richard K. Ashley: Political Realism and the Human Interests. In: International Studies Quarterly. (1981) 25, S. 204–236.
- Duncan Bell (Hrsg.): Political Thought and International Relations: Variations on a Realist Theme. University Press, Oxford 2008.
- Hartmut Behr, Felix Roesch (Hrsg.): Hans J. Morgenthau: The Concept of the Political. (Übersetzung von Morgenthaus La Notion du 'Politique', 1933). Palgrave Macmillan, Houndmills/Basingstoke 2012.
- Ken Booth: Security in anarchy: Utopian realism in theory and practice. In: International Affairs. 67(3), 1991, S. 527–545.
- Campbell Craig: Glimmer of a New Leviathan: Total War in the Realism of Niebuhr, Morgenthau, and Waltz. Columbia University Press, New York 2003.
- Tim Dunne, Brian Schmidt: Realism. In: John Baylis u. a.: The Globalization of World Politics: An Introduction to International Relations. 4. Auflage. University Press, Oxford 2008, ISBN 978-0-19-929777-1, S. 92–106.
- Christoph Frei: Hans Morgenthau: An Intellectual Biography. Louisiana University Press, Baton Rouge 2001.
- Christian Hacke, Karl-Gottfried Kindermann, Kai M. Schellhorn (Hrsg.): The Heritage, Challenge, and Future of Realism. In Memoriam Hans J. Morgenthau (1904–1980). V & R University Press, Göttingen 2005.
- Oliver Jütersonke: Morgenthau, International Law, and Realism. University Press, Oxford 2010.
- Richard Ned Lebow: The Tragic Vision of Politics: Ethics, Interests and Orders. University Press, Cambridge 2003.
- Steven E. Lobell, Jeffrey W. Taliaferro, Norrin M. Ripsman (Hrsg.): Neoclassical Realism, the State and Foreign Policy. University Press, Cambridge 2009.
- G. O. Mazur (Hrsg.): One Hundred Year Commemoration to the Life of Hans Morgenthau (1904–2004). Semenko Foundation, New York 2004.
- Sean Molloy: The Hidden History of Realism: A Genealogy of Power Politics. Palgrave Macmillan, New York 2006.
- A. J. H. Murray: Reconstructing Realism: Between Power Politics and Cosmopolitan Ethics. Keele University Press, Edinburgh 1997.
- Mihaela Neacsu: Hans J. Morgenthau's Theory of International Relations: Disenchantment and Re-Enchantment. Palgrave Macmillan, Houndmills/Basingstoke 2009.
- Alexander Reichwein: Classical Realism. In: Patrick James (ed.): Oxford Bibliographies in International Relations. Oxford University Press, New York/Oxford, forthcoming.
- Alexander Reichwein: The Tradition of Neoclassical Realism. In: Asle Toje, Barbara Kunz (Hrsg.): Neoclassical Realism in European Politics: Bringing Power Back In. Manchester University Press / Palgrave Macmillan, Manchester / New York 2012, S. 30–60.
- Alexander Reichwein: Rethinking Morgenthau in the German Context. In: International Relations Online Working Paper Series. 2011/4.'
- Christoph Rohde: Current Forms of Foreign Policy Realism in Morgenthau’s Tradition. In: Christian Hacke / Gottfried-Karl Kindermann / Kai M. Schellhorn, 2005: The Heritage, Challenge and Future of Realism. Göttingen 2005, S. 49–69.
- Joel H. Rosenthal: Righteous Realists: Political Realism, Responsible Power, and American Culture in the Nuclear Age. Louisiana State University Press, Baton Rouge 1991.
- Greg Russell: Hans J. Morgenthau and the Ethics of American statecraft. Louisiana State University Press, Baton Rouge 1991.
- William E. Scheuerman: Morgenthau: Realism and beyond. Polity Press, Cambridge 2009.
- William E. Scheuerman: The (classical) Realist vision of global reform. In: International Theory. 2(2), 2010, S. 246–282.
- William E. Scheuerman: The Realist Case for Global Reform. Polity Press, Cambridge 2011.
- Brian Schmidt: Competing Realist Conceptions of Power. In: Millennium: Journal of International Studies. Vol. 33, No. 3 (2005), S. 523–549.
- Robert Schuett: Political Realism, Freud, and Human Nature in International Relations. Palgrave Macmillan, New York 2010.
- Robert Schuett & Miles Hollingworth (Hrsg.): The Edinburgh Companion to Political Realism. Edinburgh University Press, Edinburgh 2018.
- Michael Joseph Smith: Realist Thought from Weber to Kissinger. Louisiana State University Press, Baton Rouge 1986.
- Vibeke S. Tjalve: Realist Strategies of Republican Peace: Niebuhr, Morgenthau, and the Politics of Patriotic Dissent. Palgrave Macmillan, New York 2008.
- Asle Toje, Barbara Kunz (Hrsg.): Neoclassical Realism in European Politics: Bringing Power Back In. Manchester University Press/Palgrave Macmillan, New York 2012.
- Michael C. Williams (Hrsg.): Realism Reconsidered. The Legacy of Hans J. Morgenthau in International Relations. University Press, Oxford 2007.
- Michael C. Williams: The Realist Tradition and the Limits of International Relations. University Press, Cambridge 2005.